# Róbert Ruck
Róbert Ruck (ur. 10 grudnia 1977) – węgierski szachista, arcymistrz od 2001 roku.

## Kariera szachowa
Wielokrotnie reprezentował Węgry na mistrzostwach świata i Europy juniorów w różnych kategoriach wiekowych, największe sukcesy odnosząc w latach 1992 (Rimavska Sobota, dz. II-III m. w mistrzostwach Europy do lat 16) oraz 1994 (Szeged, dz. II-III m. w mistrzostwach świata do lat 18 oraz Chania, dz. II-IV m. w mistrzostwach Europy do lat 18).
Od końca lat 90. XX wieku należy do ścisłej czołówki węgierskich szachistów. Pomiędzy 2000 a 2006 rokiem czterokrotnie wystąpił na szachowych olimpiadach (w roku 2002 zdobywając wraz z drużyną srebrny medal), w latach 2003–2007 reprezentował narodowe barwy na drużynowych mistrzostwach Europy, a w roku 2001 – na drużynowych mistrzostwach świata, na których zdobył brązowy medal za indywidualny wynik na III szachownicy. W roku 2002 zdobył w Balatonlelle tytuł indywidualnego mistrza Węgier (po zwycięstwie w finale nad Peterem Acsem), natomiast rok później w mistrzostwach kraju zajął II miejsce (za Zoltanem Almasim).
Odniósł szereg sukcesów w turniejach międzynarodowych m.in. w Zagrzebiu (1997, I m.), Budapeszcie (2000, dz. I m. wspólnie z Zoltanem Vargą), Koszegu (2000, dz. I m. wspólnie z Peterem Wellsem), Kladowie (2001, dz. I m. wspólnie z Alexandru Crișanem; wyniki zawodnika rumuńskiego zostały w późniejszym czasie anulowane w wyniku podejrzeń o ich manipulowanie), Lippstadt (2003, dz. I m. wspólnie z Janem Smeetsem, Jensem-Uwe Maiwaldem i Łukaszem Cyborowskim) oraz w Bad Wörishofen (2004, dz. III m. za Aloyzasem Kveinysem i Władimirem Burmakinem, wspólnie z m.in. Henrikiem Teske, Davorem Palo, Feliksem Lewinem i Weresławem Eingornem).
Uwaga: Lista sukcesów niekompletna (do uzupełnienia od 2005 roku).
Najwyższy ranking w dotychczasowej karierze osiągnął 1 stycznia 2015 r., z wynikiem 2586 punktów zajmował wówczas 11. miejsce wśród węgierskich szachistów.